# Franz-Peter Tebartz-van Elst
Franz-Peter Tebartz-van Elst (* 20. listopadu 1959, Twisteden (Kevelaer), Severní Porýní, Německo) je německý římskokatolický duchovní, emeritní limburský biskup a pastorální teolog. Pro svou zálibu v nákladném životním stylu si tento klerik vysloužil přezdívku Biskup luxusu.

## Život
Biskupem Limburgu se stal v lednu 2008. V říjnu 2013 mu však papež František pozastavil na tři měsíce činnost v souvislosti se skandálem, vyvolaným nákladnou přestavbou biskupského sídla.
V březnu 2014 papež přijal jeho rezignaci. „Podle svého dnešního vědomí uznávám, že jsem chyboval. Ačkoliv tyto chyby nebyly úmyslné, zmařily důvěru”, uvedl Tebartz-van Elst. Ve funkci jej nahradil Manfred Grothe. V měsíci prosinci 2014 jmenovali van Elsta delegátem v papežské radě pro evangelizaci; v lednu následujícího roku dostal i příslušný referát.

### Přestavba biskupského sídla
Tebartz-van Elstem plánovaná rekonstrukce biskupství měla stát minimálně 31 milionů eur (asi 794 milionů Kč). Například přestavba Tebartzova bytu stála tři miliony eur (77 milionů Kč), vnitřní vybavení 478 tisíc eur (12,2 milionu Kč), samotná vana 15 tisíc eur (384 000 Kč). Biskupství také nakoupilo umělecká díla za dalších 450 tisíc eur (11,6 milionu Kč).